# Liste der Kardinalpriester von Santi Ambrogio e Carlo
Folgende Kardinäle waren Kardinalpriester von Santi Ambrogio e Carlo:
- Angelo Dell’Acqua (1967–1972)
- Ugo Poletti (1973–1997)
- Dionigi Tettamanzi (1998–2017)
- vakant (seit 2017)

Die Kirche war bereits zwischen 6. Oktober 1627 und 5. September 1639 unter dem Namen San Carlo al Corso Titelkirche. Einziger Titelträger war:
- Desiderio Scaglia, 6. Oktober 1627–21. August 1639